# Асен Пейков
Асен Пейков е български и италиански скулптор, живял и работил дълги години в Италия. Статуята на Леонардо да Винчи на входа на международното летище в Рим е негово дело.

## Биография
Роден е в София през 1908 г. По-голям брат е на художника Илия Пейков. Семейството се мести в Севлиево през 1914 г. След смъртта на баща си през 1923 г. Асен Пейков се премества в Созопол, където за пръв път започва да се занимава със скулптура. Завършва Художествената академия в София със златен медал.
Като студент участва в конкурса за паметник пред Софийския университет на неговите първи дарители братята Евлоги и Христо Георгиеви и получава втора награда. През 1938 г. открива първата си самостоятелна изложба в своето ателие на бул. „Цар Освободител“ в София. Няколко месеца след това напуска окончателно България.
След заминаването си от България Асен Пейков живее в Париж, Мадрид, Съединените щати, накрая се установява в Италия. През следващите години Пейков се превръща в една от водещите фигури на италианската скулптура. Ученик е на професор Андрей Николов и последовател на римската пластична школа. Създава над 1300 творби. В ателието си на улица „Маргута“ №54 в Рим прави потрети на много изтъкнати италиански интелектуалци, както и на редица световноизвестни личности.
Асен Пейков умира в Рим през 1973 г.
Има син, Рудолфо Пейков.

## Творчество
Сред многобройните произведения на Пейков най-известни са:
- статуята на Леонардо да Винчи на международното летище в Рим[1];
- бронзовата Минерва в университета в Бари;
- мраморната статуя на Сан Джовани в Рим;
- фигурата на Атлета в Чекиньола;
- бюстът на Папа Пий XII за конгресния център „Мондо Милиоре“ в Рим.

Автор е също на бронзовата роза – символ на „Премия симпатия“, една от най-престижните римски награди, учредена през 1967 г.

## Признание
През 2000 година посмъртно е обявен за „Почетен гражданин на Севлиево за столетието“.
По повод 100-годишнината от рождението на Асен Пейков на 27 юни 2008 г. в град Севлиево е открита художествена галерия „Асен и Илия Пейкови“.
Малък площад (ларго) в Рим, намиращ се в близост до Колизеума, е наименуван на скулптора, както и улица в квартал „Изток“ в София (Карта).